# 외젠 뒤부아

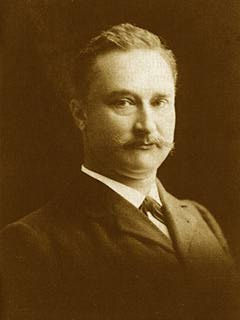
외젠 뒤부아

마리외젠프랑수아토마 뒤부아(프랑스어: Marie Eugène François Thomas Dubois, 1858년 1월 28일 ~ 1940년 12월 16일)는 네덜란드의 해부학자·군의관, 대학교수, 인류학자이다. 1891년 호모 에렉투스의 동남아시아 인종인 피테칸트로푸스 에렉투스의 화석을 발견하여 발표, 화제가 되었다.
찰스 다윈의 진화론에 감명받은 그는 인류의진화론에 대한 고생물학적 연구를 시도했고, 대학 교수직을 거절하고 네덜란드령 동인도에 군의관으로 건너가 자바 섬과 수마트라 섬에서 호모 에렉투스의 첫 화석인 자바 원인을 발견하였다.

## 생애
찰스 다윈의 진화론을 신봉한 철학자 E.H.P.A. 헤겔은 인간이 원숭이에서 진화했다고 하고, 그 중간고리를 상정하는 의미에서 원숭이와 사람을 연결하는 것을 미싱 링크(잃어버린 고리) 라는 개념을 도입하고, 그 중의 한 종에 피테칸트로푸스 알랄루스라 이름붙였다. 이는 그리스어의 원숭이를 뜻하는 피테쿠스와 사람을 뜻하는 안트로푸스의 합성어로서 원인(猿人)이라는 뜻이며, 알랄루스란 말할 수 없는 이란 뜻이다.

자바 원인의 복원 석고상

네덜란드 암스테르담 대학의 해부학 조교였던 뒤부아는 미싱 링크의 화석을 발견하기로 결심하고 해부학 조교 직을 그만두고 군의관을 자원하여 네덜란드령 동인도로 차출되어 갔다. 1889년부터 2년간 자바 섬을 뒤진 끝에 현생인류에 속하는 화석을 발견했다. 실망했으나 그는 그만두지 않고 자바 섬을 계속 탐사하던 중 1891년 자와섬 솔로 강변 트리니르 촌에서 크기가 작고 두꺼운 머리뼈와 이빨, 그리고 넓적다리뼈를 발견하였다. 1m 안쪽의 지점에서 발견된 이 세 화석을 조립한 결과 두 발로 서서 걸었음이 확실해졌다. 그는 이 화석을 학회에 발표하고 피테칸트로푸스 에렉투스라 이름 붙였다.
수마트라와 자와섬에서 인류 화석을 발굴하고, 자바의 트리닐에서 두골의 일부, 치아 및 대퇴골을 발굴하였다. 그 자료에 기초하여 인간과 원숭이와의 중간설을 주창하였다 1894년에는 <직립 원인>을 저술하고, 다음해 귀국하여 국제 동물학회에서 이를 발표하였다. 그러나 학회에서는 이를 소두증에 걸린 기형아의 뼈라며 그를 공박하였다.

## 같이 보기
- 병리학
- 해부학
- 피테칸트로푸스 에렉투스